# Alfred Joseph Krupa
Alfred Joseph Krupa (Mikolow, 1915. – Karlovac, 1989.), poljsko-hrvatski likovni umjetnik i izumitelj.
Rođen je u poljskom Mikolowu 1915. Zarana ostaje bez oca i majke pa ga podiže baka. Studirao je na Akademiji likovnih umjetnosti u Krakowu. Godine 1943. bježi iz njemačke vojske gdje je bio nasilno unovačen još u okupiranoj Poljskoj, na stranu partizana na području NDH. Udaje se za Hrvaticu iz Gorskoga kotara i u Hrvatskoj, u Karlovcu, gdje u Domobranskoj ulici 8 ima svoj atelier, ostaje sve do svoje smrti. Naučio je i hrvatski jezik te se njime služio ostatak života.
Završetkom Drugoga svjetskoga rata počinje izlagati svoje akvarele, ulja na platnu, crteže slikane drvenim ugljenom, kredom i olovkom. Od 1946. do 1971. predaje u srednjoj školi u Karlovcu. Amaterski se bavio boksom, borilačkim vještinama, streljaštvom i mačevanjem.
Bio je i plodan izumitelj. Tako je još 1954. izumio putnu torbu (kovčeg) s kotačićima, no nije uspio dobiti patent, iako je pisao jugoslavenskim vlastima u Beogradu i veleposlanstvu Ujedinjenoga Kraljevstva. U ljeto 1950., u Vrbniku na Krku postao je prvim umjetnikom koji je slikao uljenim bojama pod morskom površinom. Djela iz toga pothvata izložio je 1951. u Zagrebu. Izumio je i brod sa staklenim dnom, za promatranje podmorja, skije na vodi, koje je predstavio na Korani, sustav za sprječavanje tonjenja broda te boksačke rukavice koje su se mogle napuhati stlačenim zrakom.
Odlikovan je i Medaljom za hrabrost za pomoć u spašavanju Randolpha Churchilla (Churchillova sina) i pripadnika 449. bombaške skupine američke vojske, koji su bili prisiljeni sletjeti u Hrvatskoj.